# Сєверодонецька єпархія УПЦ (МП)
Сєверодонецька єпархія — єпархія Української православної церкви (Московського патріархату), яка об'єднує парафії і монастирі на території Біловодського, Білокуракинського, Кремінського, Марківського, Міловського, Новопсковського, Попаснянського, Сватівського, Старобільського і Троїцького районів, а також міст Лисичанськ, Рубіжне, Сєвєродонецьк.
Кафедральне місто — Сєвєродонецьк.
У травні 2007 року за рішенням Священного Синоду УПЦ МП Луганська єпархія була розділена на дві самостійні: Луганську і Сєверодонецьку.

## Архієреї Сєверодонецької єпархії

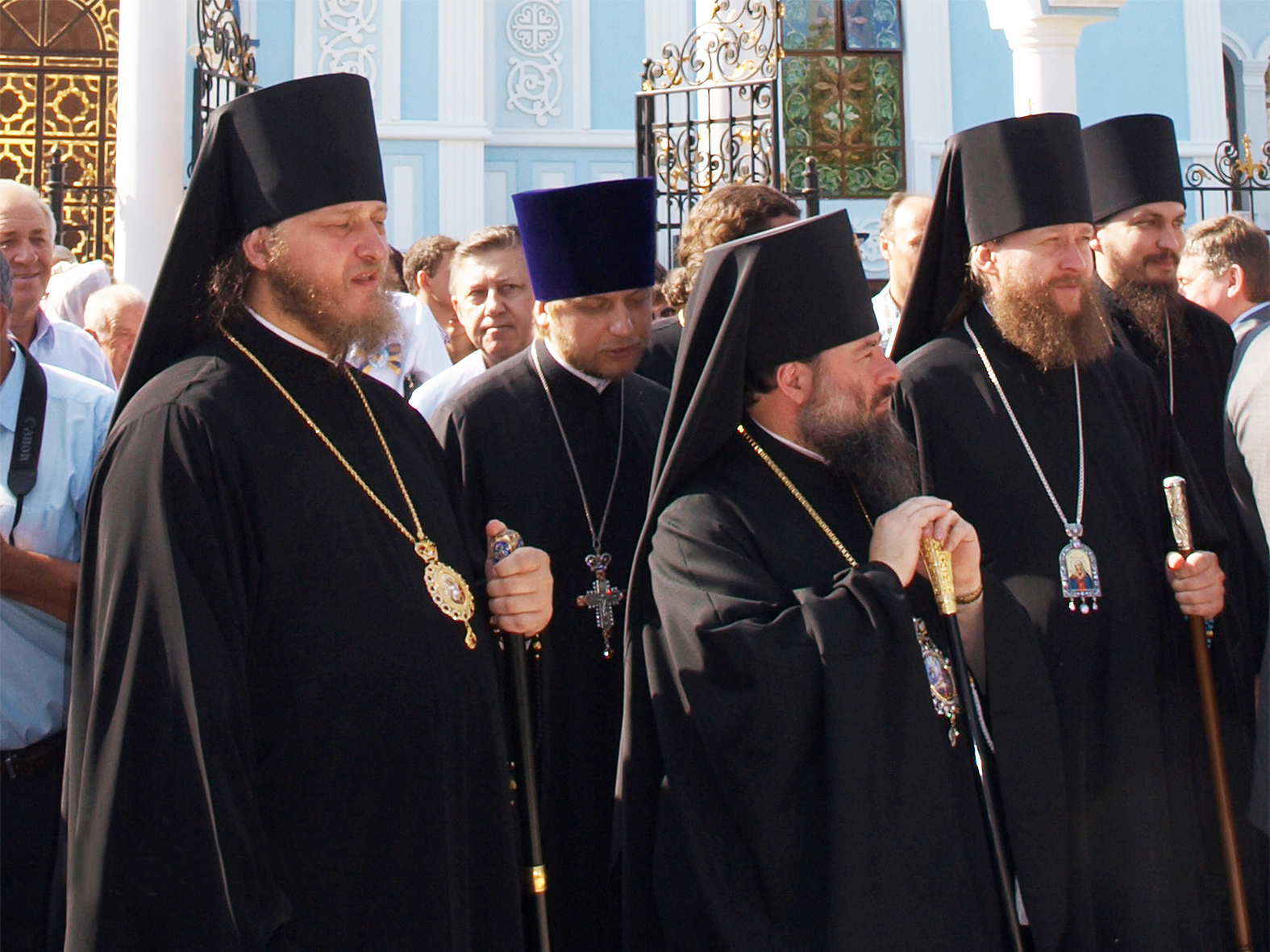
Єпископ Сєвєродонецький Никодим Барановський (1-й зліва), архієпископ Луганський й Алчевський Митрофан (у центрі), єпископ Ровеньківський Пантелеймон Поворознюк (2-й справа)

- Серафим (Залізницький) (4-10 червня 2007)
- Пантелеймон (Бащук) (10-27 червня 2007)
- Іларій (Шишківський) (29 липня — 14 грудня 2007)
- Агапіт (Бевцик) (14 грудня 2007 — 20 грудня 2012)
- Пантелеймон (Поворознюк) (20 грудня 2012 — 5 січня 2013)
- Никодим (Барановський) з 5 січня 2013

Новопсковське вікаріатство
- Іринарх (Тимчук) (з 28 серпня 2020)

## Під російською окупацією з 2022 року
21 червня 2022 року був арештований росіянами архимандрит Феогност (Пушков Тимофей Геннадійович), до 2022 року - настоятель Миколаївської парафії в селі Курячівка, Марківського району Луганської області. Йому вдалося звільнитися лише 4 жовтня 2022 року. 26 вересня 2024 року Марківський районний суд висунув Пушкові звинувачення, згідно судовому формулюванню, "в совершении преступления, предусмотренного ч.2 ст.228 УК РФ". 

## Монастирі
У складі єпархії діє два монастирі:
- Свято-Сергіївський монастир, чоловічий, заснований у 2003 р., місто Кремінна
- Старобільський монастир на честь ікони Божої Матері «Всіх скорботних Радість», жіночий, заснований у 1863 р. як жіноча громада, що була перетворена в 1886 р. у монастир, закритий у 1921 р., відновлений у 1992 р., місто Старобільськ